# 安克·博尔希曼
安克·博尔希曼（德語：Anke Borchmann，1954年6月23日—），旧姓格林贝格（Grünberg），德国女子赛艇运动员。她曾代表东德参加1976年夏季奥林匹克运动会赛艇比赛，获得女子四人双桨金牌。